# Nguyễn Thị Hoài Thu
Nguyễn Thị Hoài Thu (sinh 1943) là đại biểu Quốc hội Việt Nam khóa X. Bà thuộc đoàn đại biểu Tiền Giang.

## Tiểu sử
Tên thường gọi: Nguyễn Thị Hoài Thu
Ngày sinh: 26/11/1943 (cung Nhân Mã)
Giới tính: Nữ
Dân tộc: Kinh
Tôn giáo: Không
Quê quán: Xã Long An, huyện Châu Thành, Tiền Giang
Trình độ chính trị: Cao cấp
Nghề nghiệp, chức vụ: Ủy viên Ban chấp hành TW Đảng; Ủy viên Ủy ban Thường vụ Quốc hội; Chủ nhiệm Ủy ban Về các vấn đề xã hội của Quốc hội (1997 - 2007)
Nơi làm việc: Văn phòng Quốc hội
Nơi ứng cử: Tiền Giang
Đại biểu Quốc hội khoá: X
Đại biểu chuyên trách: Trung ương
Đại biểu Hội đồng Nhân dân: Không